# Эван, Тео
Эвангелос Теодору (греч. Ευάγγελος Θεοδώρου, род. 26 ноября 1997, Никосия, Кипр), известный под сценическим псевдонимом Тео Эван — кипрский певец, автор песен, танцор и актёр. Представитель Кипра на конкурсе песни «Евровидение-2025» в Базеле с песней «Shh».

## Ранняя жизнь
Родился в 1997 году в Никосии в семье киприотов-греков. Свою юность провёл на занятиях танцами, пел в школьном хоре. Он был певцом и танцором с семи лет, а писать песни начал в подростковом возрасте. Тео также выступал в самых разных театральных постановках и шоу талантов по всему Кипру.

## Карьера
После окончания английской школы в Никосии Эван переехал в Соединенные Штаты, чтобы изучать музыку и исполнительство в Музыкальном колледже Беркли в Бостоне, Массачусетс. Он выпустил свой первый сингл «The Wall» в 2021 году. Тео также появился в качестве статиста во втором сезоне американского телесериала «Эйфория».
2 сентября 2024 года было объявлено, что он будет представлять Кипр на конкурсе песни «Евровидение-2025» в Базеле, Швейцария. Он выступил в первом полуфинале 13 мая и занял 11 место, не пройдя в финал.

## Музыкальный стиль
Его музыкальный стиль описывается как «популярная смесь средиземноморской поп-музыки, наполненная мрачными и грубыми тонами, дополненная свежим современным поп-фьюжн». Своими основными кумирами повлиявшими на его творчество, Эван назвал Майкла Джексона и Стромае.

## Личная жизнь
Не женат. Детей не имеет.

## Дискография
| Название                 | Год  | Альбом             |
| ------------------------ | ---- | ------------------ |
| «The Wall»               | 2021 | Неальбомные синглы |
| «So Cold»                | 2022 |                    |
| «Burn Us Down»           | 2022 |                    |
| «Save Me from Myself»    | 2023 |                    |
| «Dark Side»              | 2023 |                    |
| «The Cost of Losing You» | 2024 |                    |
| «Fading Dreams»          | 2024 |                    |
| «Shh»                    | 2025 |                    |
| «Diafanis» (fest. Demy)  | 2025 |                    |
| «Don't Kill My Summer»   | 2025 |                    |